# La premsa a Igualada (1808-1939)
A la ciutat d'Igualada s'han editat, des de finals del segle xix fins a l'acabament de la Guerra Civil, l'any 1939, 116 publicacions periòdiques diferents. Tenint en compte la periodicitat, trobem diaris, setmanaris i revistes mensuals i segons els seus continguts es pot parlar de periòdics polítics de tendències ideològiques ben diverses (conservadors, carlins, republicans, anarquistes, catalanistes…) i també de butlletins d'entitats i associacions (culturals, esportives, escolars, religioses, etc). Tot aquest conjunt de publicacions donen testimoni de la vida social i cultural de la ciutat en el període que considerem i que s'ha dividit en quatre etapes: els inicis (fins al final de la dècada de 1870), la consolidació (1880-1920), la maduresa (1921-1936) i els tres anys de la Guerra Civil..

## Els inicis (1808-1870)
Tots els estudis i inventaris sobre la premsa igualadina donen com a primer periòdic un Diari de Igualada de l'any 1808. Aquest periòdic, que durant anys s'havia donat per perdut, no podia haver estat imprès a Igualada perquè encara no hi havia cap impremta estable en aquesta època. L'únic exemplar que s'ha localitzat fins ara, és un Diario de Igualada, reimprès a Cervera el dia 15 de setembre de 1808 i signat per un idiota de buen humor. No es pot afirmar que aquest exemplar reimprès sigui una còpia exacta del que fins ara era la primera referència al periodisme igualadí, ja que, per l'apòstrof del títol, se suposava que era un text en català.
El primer periòdic que porta informació local és El Eco de Igualada, que va aparèixer l'any 1863. En els anys que van precedir aquesta data, Igualada havia experimentat una davallada econòmica, amb una forma emigració que li havia fet perdre 3.000 habitants en sis anys. Al mateix temps, començava arreu de Catalunya un desvetllament cultural i científic representat per la Renaixença. Un grup de persones interessades en el progrés de la vila van fer les gestions per a la fundació de l'Ateneu Igualadí de la Classe Obrera i van publicar el setmanari. L'any 1866, en va sortir una segona època, amb gairebé els mateixos redactors.
En aquest període l'única impremta local era la que va obrir Joaquim Abadal Casamitjana l'any 1832. Va ser continuada per la viuda del fundador, Elisabeth Casalius, qui, juntament amb els seus fills va publicar els primers periòdics de la ciutat.

## La consolidació (1880-1920)
A partir del 1880, la vida periodística igualadina va experimentar una nova força. Van sortir publicacions de tendències polítiques i socials diverses que sovint s'atacaven entre elles i creaven polèmiques. Així, hi havia periòdics conservadors i religiosos, com Semanario de Igualada; liberals, com El Noticiero; ateneistes com La Colmena; catalanistes, com Lo Renaixement; republicanes, com El Igualadino; tradicionalistes, com Sometent; humorístiques, com Joves Tristos, etc.
En aquest període, cal destacar unes publicacions que van més enllà de l'àmbit local: La Federación Igualadina, anarquista; Stelo Kataluna, defensora de l'esperanto; i Zapatería Práctica, especialitzada en l'adob de pells i la confecció de sabates. d'àmplia difusió fora de l'àmbit local.
Durant aquests anys, a més de la impremta de la família Abadal, es van instal·lar a Igualada la de Nicolau Poncell (1882), la de Montserrat Puget (1907) i la Moderna de Codorniu i Miranda (1912). El primer d'aquests tallers va introduir la tipografia modernista a les publicacions locals.
La llengua més habitual de la premsa escrita era el castellà, excepte en aquelles publicacions que es definien com a catalanistes i en les humorístiques.

## La maduresa (1921-1936)
Aquests anys suposen la modernitat i la preocupació pels continguts i per l'estètica de la premsa igualadina. Continuen les publicacions ideològiques i polítiques, com L'Igualadí i Llibertat; les sindicalistes, com Sembrant i El Sembrador; les editades per associacions, com Butlletí de la Federació Patronal, Virtus et Labor; etc. Cal destacar tres publicacions pel seu interès cultural: L'Eco d'Igualada, Revista d'Igualada i Butlletí de l'Agrupació Fotogràfica d'Igualada. En totes tres hi ha articles de reflexió, de creació literària i d'art, un fet innovador en la premsa igualadina.
Una altra novetat és l'aparició de diaris. El primer va ser Gaseta Comarcal, l'any 1927, i després El Día de Igualada i Diari d'Igualada.
L'any 1929, Pere Bas i Vich va instal·lar el seu taller tipogràfic a Igualada i d'allà van sortir les publicacions més acurades de la ciutat.
Sobretot a partir de 1931, durant la Segona República, el periodisme local es va fer més modern i va guanyar en qualitat.
La majoria de les capçaleres eren en català.

## La Guerra Civil (1936-1939)
Amb l'esclat de la Guerra Civil, el panorama de la premsa igualadina va canviar completament i la majoria de revistes van deixar de publicar-se. En canvi, se'n van crear altres: unes per donar informació municipal als ciutadans, com Full Oficial i altres per defensar algunes ideologies, com Horitzons, del Partit Socialista Unificat de Catalunya, i Butlletí CNT-FAI.
Els periòdics d'aquest període són imprescindibles per conèixer els canvis polítics i socials de la ciutat durant el conflicte bèl·lic. Les impremtes es van col·lectivitzar i el català era la llengua comuna de la premsa igualadina.

## Cronologia de les publicacions
Diario de Igualada (1808)
El Eco de Igualada (1863-1866)
El Eco de Igualada (1868-1869)
Eco del Noya (1877-1880)
La Antorcha (1880)
La Colmena de Igualada (1880-1882)
Semanario de Igualada (1880-1886)
La Serenata de Igualada (1880-1881)
La Verdad (1881-1882)
L'Ensaig (1882)
L'Escut Igualadí (1882-1883)
El Porvenir de Igualada (1882-1883)
La Federación Igualadina (1883-1885)
La Comarca (1883-1884)
La Democracia (1883-1885)
La Alianza Protectora de los Pueblos (1884)
La Ilustración Protectora de los Pueblos (1884-1885)
El Noticiero (1884-1889)
Lo Renaixement (1884-1886)
El Ateneo (1885-1898)
Revista de Igualada (1887)
El Ciclón (1887-1890)
La Semana de Igualada (1890-1902)
El Igualadino (1893-1895)
Zapatería Práctica (1903-1915)
Full Dominical d'Igualada (1903 →)
El Igualadino (1904-1909)
Alboradas (1904)
El Ateneo (1904-1911)
Nova Llevor (1905)
Sometent (1905-1911)
Pàtria (1906-1910)
La Veu d'Igualada (1907)
El Bisturí (1907)
Recreacions Catequístiques pels Noys (1908-1909)
Stelo Kataluna (1908)
El Estandarte (1908-1910)
Igualada en el Bruch (1908)
Igualada Radical (1909-1915)
El Obrero Moderno (1909-1918)
La Iconoclasta (1909)
Gatzara (1910)
Joves Tristos (1910)
El Independiente (1910-1916)
Jovent (1910-1911)
El Comercial Vinícola Español (1911-1912)
Boletín de la Cámara Agrícola Oficial de Igualada y su Comarca (1911-1918)
L'Ateneu (1911-1934)
L'Igualadí (1911-1912)
L'Igualadí (1912-1914)
Los Gremios de Igualada (1914-1916)
Propaganda (1914-1918)
Sang Catalana (1914-1915)
La Llufa (1914)
El Sol de Tous (1914-1933)
L'Igualadí (1915-1916)
Llibertat (1915-1919)
El Sindicalista (1915-1916)
Joventut (1916-1919)
Jovent (1916)
La Cargolada (1916)
Juventus (1917)
Pia Unió de la Verge de la Pietat (1918)
L'Igualadí (1918-1921)
Germinal (1918)
Actuació (1919-1921)
La Protesta (1919-1920)
Llevor (1920)
La Xaranga (1920)
L'Eco d'Igualada (1920-1924)
El Defensor del Noya (1920-1921)
Butlletí de la Federació Patronal (1921-1925)
El Crit Igualadí (1921)
L'Igualadí (1921)
Esport i Cultura (1922)
Virtus et Labor (1922-1928)
Sembrant (1923)
L'Igualadí (1923)
La Voz del Noya (1924)
Germinant (1924)
Llibertat (1924-1926)
Butlletí de l'Associació d'Estudiants de l'Ateneu I. de la C.O. (1925-1926 i 1932-1935)
Boletín de la Delegación de la Cámara Oficial de Industria de Barcelona en Igualada (1925-1926)
¡Talia! (1925)
El Sembrador (1926-1934)
Llibertat (1926-1930)
Liga Económica (1926-1930)
Gaseta Comarcal (1927-1929)
Energia (1927-1929)
Revista (1928-1929)
Revista d'Igualada (1929-1930)
Gaseta Comarcal (1930-1931)
El Día de Igualada (1930-1931)
El Devot del Sant Crist d'Igualada (1930-1936)
Ramell Igualadí (1930-1936)
La Setmana (1931)
L'Ideal (1931)
Congregació Mariana de Igualada (1931-1932)
Diari d'Igualada (1931-1936)
Butlletí del Centre Catòlic (1932)
La Defensa (1932-1933)
?... [Interrogant] (1932)
Butlletí de l'Agrupació Fotogràfica d'Igualada (1932-1936)
13 x 13 (1932)
L'Igualadí (1933-1934)
Infantesa (1933-1934)
Joventut (1934-1935)
El Belluguet (1934-1935)
Llavor (1935)
Studens (1936)
Diari del Poble (1936)
Full Oficial del Consell Municipal d'Igualada (1936-1939)
Butlletí CNT-FAI (1937-1938)
Butlletí de la Unió de Cooperadors d'Igualada (1937)
Horitzons (1937-1938)
Diario de Igualada (1939)

## Localització
- Biblioteca Central d'Igualada. Plaça de Cal Font. Igualada (col·leccions en paper)